# Zach Walters
Zachary Butler Walters (né le 5 septembre 1989 à Cheyenne, Wyoming, États-Unis) est un joueur d'utilité et frappeur désigné de la Ligue majeure de baseball avec les Indians de Cleveland.

## Carrière

### Nationals de Washington
Joueur des Toreros, l'équipe de baseball de l'Université de San Diego, Zach Walters est un choix de neuvième ronde des Diamondbacks de l'Arizona en 2010. Alors qu'il est joueur en ligues mineures, Walters est échangé aux Nationals de Washington le 30 juillet 2011 contre le lanceur droitier Jason Marquis. 
Walters, un joueur d'arrêt-court dans les rangs mineurs, fait ses débuts dans le baseball majeur avec Washington le 6 septembre 2013. Utilisé comme frappeur suppléant dans ce premier match face aux Marlins de Miami, il réussit son premier coup sûr, aux dépens du lanceur José Fernández. Walters dispute 8 matchs des Nationals en 2013, comme arrêt-court ou joueur de troisième but. Il réussit 3 coups sûrs en 8 présences au bâton.
Il joue 32 matchs pour Washington en 2014, mais ne frappe que pour ,205 avec 8 coups sûrs, dont 3 circuits, en 39 présences au bâton.

### Indians de Cleveland
Le 31 juillet 2014, Washington échange Walters aux Indians de Cleveland contre l'arrêt-court Asdrúbal Cabrera.